# Wayne Shanklin
Wayne Shanklin (Joplin, 6 giugno 1916 – Orange County, 16 giugno 1970) è stato un compositore, musicista e produttore discografico statunitense.

## Biografia
Ha scritto molte canzoni di successo come Primrose Lane (1959), registrata da Jerry Wallace, e Jezebel, registrata nel 1951 da Frankie Laine.
La sua composizione più nota è la sua Chanson d'amour, registrata per la prima volta nel 1958 in due versioni da Art e Dotty Todd e dalle The Fontane Sisters. La canzone è stata successivamente reinterpretata da The Lettermen nel 1960 e ripresa dal quartetto jazz The Manhattan Transfer nel 1976.
Ha fondato l'etichetta discografica indipendente Signet Records a Los Angeles nel 1959. Nel 1964 si è sposato con la sua segretaria Victoria Hamway. La sua prima canzone di successo fu The Big Hurt (1959). Shanklin ha scritto anche West of the Wall, interpretata da Toni Fisher (1962). Per quanto riguarda suoi brani inseriti in film, Kiss Me Quick fa parte della colonna sonora del film di Randolph Scott Shoot-Out at Medicine Bend (1957). Ha composto anche le musiche del film Angel Baby (1961).
Muore nel giugno 1970 per un attacco cardiaco.
In diversi film sono state utilizzate le sue musiche: tra questi I colori della vittoria di Mike Nichols (1998), e Eyes Wide Shut di Stanley Kubrick (1999).